# Cryptoclearance
Cryptoclearance, född 9 april 1984 i Kentucky, död 24 september 2009, var ett engelskt fullblod, mest känd för att ha segrat i Florida Derby (1987) och Hawthorne Gold Cup (1988, 1989). Han var även framgångsrik som avelshingst.

## Bakgrund
Cryptoclearance var en mörkbrun/brun hingst efter Fappiano och under Naval Orange (efter Hoist The Flag). Han föddes upp av George G. Farm, Inc. och ägdes av Philip Teinowitz. Han tränades under tävlingskarriären av Flint S. Schulhofer.

## Karriär
Cryptoclearance tävlade mellan 1986 och 1989 och sprang in 3 376 327 dollar på 44 starter, varav 12 segrar, 10 andraplatser och 7 tredjeplatser. Han tog karriärens största segrar i Everglades Stakes (1987), Florida Derby (1987), Pegasus Handicap (1987), Paterson Handicap (1988), Hawthorne Gold Cup (1988, 1989), Widener Handicap (1989) och Donn Handicap (1989). 
Under treåringssäsongen deltog han i alla tre Triple Crown-löpen. Han kom även fyra i Kentucky Derby efter segrande Alysheba, trea i Preakness Stakes efter segrande Alysheba, och tvåa Belmont Stakes efter segrande Bet Twice.

### Som avelshingst
Efter tävlingskarriären stallades Cryptoclearance upp som avelshingst på Margaux Farm i Midway, Kentucky. Han blev far till bland andra Victory Gallop, (Belmont Stakes 1998), Cryptocloser (Canadian Champion 3-Year-Old Male Horse 1997) och Volponi (Breeders' Cup Classic 2002).
Cryptoclearance avled den 24 september 2009 på Margaux Farm. Dödsorsaken var en hjärtinfarkt orsakad av komplikationer från en kolikoperation.

## Stamtavla
| Efter Fappiano     | Mr. Prospector | Raise a Native | Native Dancer             |
| Efter Fappiano     | Mr. Prospector | Raise a Native | Raise You                 |
| Efter Fappiano     | Mr. Prospector | Gold Digger    | Nashua                    |
| Efter Fappiano     | Mr. Prospector | Gold Digger    | Sequence                  |
| Efter Fappiano     | Killaloe       | Dr. Fager      | Rough'n Tumble            |
| Efter Fappiano     | Killaloe       | Dr. Fager      | Aspidistra                |
| Efter Fappiano     | Killaloe       | Grand Splendor | Correlation               |
| Efter Fappiano     | Killaloe       | Grand Splendor | Cequillo                  |
| Undan Naval Orange | Hoist The Flag | Tom Rolfe      | Ribot                     |
| Undan Naval Orange | Hoist The Flag | Tom Rolfe      | Pocahontas                |
| Undan Naval Orange | Hoist The Flag | Wavy Navy      | War Admiral               |
| Undan Naval Orange | Hoist The Flag | Wavy Navy      | Triomphe                  |
| Undan Naval Orange | Mock Orange    | Dedicate       | Princequillo              |
| Undan Naval Orange | Mock Orange    | Dedicate       | Dini                      |
| Undan Naval Orange | Mock Orange    | Alablue        | Blue Larkspur             |
| Undan Naval Orange | Mock Orange    | Alablue        | Double Time (family: 4-m) |